# Файърбоу (град, Калифорния)
Файърбоу (на английски: Firebaugh) е град в окръг Фресно, щата Калифорния, САЩ. Файърбоу е с население от 8328 жители (по приблизителна оценка от 2017 г.) и обща площ от 7,5 km². Намира се на 46 m надморска височина. ЗИП кодовете му са 93622, а телефонният му код е 559.